# Cyclisme sur piste aux Jeux olympiques d'été de 2008
Navigation
Athènes 2004 Londres 2012
Les épreuves de cyclisme sur piste des Jeux olympiques d'été de 2008 se sont déroulées entre le 15 et le 19 août 2008 au Vélodrome de Laoshan.

## Calendrier
| Calendrier des épreuves cyclistes | Calendrier des épreuves cyclistes | Calendrier des épreuves cyclistes | Calendrier des épreuves cyclistes | Calendrier des épreuves cyclistes | Calendrier des épreuves cyclistes | Calendrier des épreuves cyclistes | Calendrier des épreuves cyclistes | Calendrier des épreuves cyclistes | Calendrier des épreuves cyclistes | Calendrier des épreuves cyclistes | Calendrier des épreuves cyclistes | Calendrier des épreuves cyclistes | Calendrier des épreuves cyclistes | Calendrier des épreuves cyclistes | Calendrier des épreuves cyclistes | Calendrier des épreuves cyclistes | Calendrier des épreuves cyclistes | Calendrier des épreuves cyclistes |
| Août 2008                         | Août 2008                         | 8                                 | 9                                 | 10                                | 11                                | 12                                | 13                                | 14                                | 15                                | 16                                | 17                                | 18                                | 19                                | 20                                | 21                                | 22                                | 23                                | 24                                |
| --------------------------------- | --------------------------------- | --------------------------------- | --------------------------------- | --------------------------------- | --------------------------------- | --------------------------------- | --------------------------------- | --------------------------------- | --------------------------------- | --------------------------------- | --------------------------------- | --------------------------------- | --------------------------------- | --------------------------------- | --------------------------------- | --------------------------------- | --------------------------------- | --------------------------------- |
| Piste                             |                                   |                                   |                                   |                                   |                                   |                                   |                                   |                                   | 1                                 | 3                                 | 1                                 | 2                                 | 3                                 |                                   |                                   |                                   |                                   |                                   |

|  | Jour de compétition |  | Jour de finale | 4 | Nombre de finales |

## Podiums
| Hommes                 |                                                                           |                                                                          |                                                                     |
| Vitesse individuelle   | Chris Hoy                                                                 | Jason Kenny                                                              | Mickaël Bourgain                                                    |
| Vitesse par équipes    | Grande-Bretagne Chris Hoy Jason Kenny Jamie Staff                         | France Arnaud Tournant Kévin Sireau Grégory Baugé                        | Allemagne René Enders Maximilian Levy Stefan Nimke                  |
| Keirin                 | Chris Hoy                                                                 | Ross Edgar                                                               | Kiyofumi Nagai                                                      |
| Poursuite individuelle | Bradley Wiggins                                                           | Hayden Roulston                                                          | Steven Burke                                                        |
| Poursuite par équipes  | Grande-Bretagne Edward Clancy Paul Manning Geraint Thomas Bradley Wiggins | Danemark Michael Mørkøv Casper Jørgensen Jens-Erik Madsen Alex Rasmussen | Nouvelle-Zélande Sam Bewley Hayden Roulston Marc Ryan Jesse Sergent |
| Course aux points      | Joan Llaneras                                                             | Roger Kluge                                                              | Chris Newton                                                        |
| Américaine             | Argentine Juan Curuchet Walter Pérez                                      | Espagne Joan Llaneras Antonio Tauler                                     | Russie Mikhail Ignatiev Alexei Markov                               |
| Femmes                 |                                                                           |                                                                          |                                                                     |
| Vitesse individuelle   | Victoria Pendleton                                                        | Anna Meares                                                              | Guo Shuang                                                          |
| Poursuite individuelle | Rebecca Romero                                                            | Wendy Houvenaghel                                                        | Lesya Kalitovska                                                    |
| Course aux points      | Marianne Vos                                                              | Yoanka González                                                          | Leire Olaberría                                                     |

## Résultats
| Classement | Nom               |
| ---------- | ----------------- |
| Or         | Chris Hoy         |
| Argent     | Jason Kenny       |
| Bronze     | Mickaël Bourgain  |
| 4          | Maximilian Levy   |
| 5          | Kévin Sireau      |
| 6          | Theo Bos          |
| 7          | Teun Mulder       |
| 8          | Azizulhasni Awang |

| Classement | Nom                  |
| ---------- | -------------------- |
| Or         | Victoria Pendleton   |
| Argent     | Anna Meares          |
| Bronze     | Guo Shuang           |
| 4          | Willy Kanis          |
| 5          | Clara Sanchez        |
| 6          | Natallia Tsylinskaya |
| 7          | Jennie Reed          |
| 8          | Simona Krupeckaitė   |

| Classement | Nom              | Temps          |
| ---------- | ---------------- | -------------- |
| Or         | Bradley Wiggins  | 4 min 16 s 977 |
| Argent     | Hayden Roulston  | 4 min 19 s 616 |
| Bronze     | Steven Burke     | 4 min 20 s 947 |
| 4          | Alexei Markov    | 4 min 24 s 149 |
| 5          | Volodymyr Dyudya | 4 min 22 s 471 |
| 6          | Antonio Tauler   | 4 min 24 s 974 |
| 7          | Taylor Phinney   | 4 min 26 s 644 |
| 8          | Alexander Serov  | 4 min 25 s 391 |

| Classement | Nom               | Temps          |
| ---------- | ----------------- | -------------- |
| Or         | Rebecca Romero    | 3 min 28 s 321 |
| Argent     | Wendy Houvenaghel | 3 min 30 s 395 |
| Bronze     | Lesya Kalitovska  | 3 min 31 s 413 |
| 4          | Alison Shanks     | 3 min 34 s 156 |
| 5          | Sarah Hammer      | 3 min 34 s 237 |
| 6          | Vilija Sereikaitė | 3 min 36 s 808 |
| 7          | Katie Mactier     | 3 min 37 s 296 |
| 8          | Lada Kozlíková    | DNF            |

| Classement | Nom                | Points |
| ---------- | ------------------ | ------ |
| Or         | Joan Llaneras      | 60     |
| Argent     | Roger Kluge        | 58     |
| Bronze     | Chris Newton       | 56     |
| 4          | Cameron Meyer      | 36     |
| 5          | Vasil Kiryienka    | 34     |
| 6          | Daniel Kreutzfeldt | 29     |
| 7          | Zachary Bell       | 27     |
| 8          | Makoto Iijima      | 23     |

| Classement | Nom               | Points |
| ---------- | ----------------- | ------ |
| Or         | Marianne Vos      | 30     |
| Argent     | Yoanka González   | 18     |
| Bronze     | Leire Olaberría   | 13     |
| 4          | María Luisa Calle | 13     |
| 5          | Lesya Kalitovska  | 10     |
| 6          | Katherine Bates   | 10     |
| 7          | Pascale Jeuland   | 8      |
| 8          | Olga Slyusareva   | 8      |

| Classement | Nom                                                           | Temps    |
| ---------- | ------------------------------------------------------------- | -------- |
| Or         | Grande-Bretagne Chris Hoy Jason Kenny Jamie Staff             | 43 s 128 |
| Argent     | France Arnaud Tournant Kévin Sireau Grégory Baugé             | 43 s 651 |
| Bronze     | Allemagne René Enders Maximilian Levy Stefan Nimke            | 44 s 014 |
| 4          | Australie Ryan Bayley Daniel Ellis Mark French                | 44 s 022 |
| 5          | Pays-Bas Theo Bos Teun Mulder Tim Veldt                       | 44 s 212 |
| 6          | Japon Kiyofumi Nagai Tomohiro Nagatsuka Kazunari Watanabe     | 44 s 437 |
| 7          | Malaisie Azizulhasni Awang Josiah Ng Onn Lam Mohd Rizal Tisin | 44 s 822 |
| 8          | États-Unis Michael Blatchford Adam Duvendeck Giddeon Massie   | 45 s 423 |

| Classement | Nom               |
| ---------- | ----------------- |
| Or         | Chris Hoy         |
| Argent     | Ross Edgar        |
| Bronze     | Kiyofumi Nagai    |
| 4          | Shane Kelly       |
| 5          | Carsten Bergemann |
| 6          | Arnaud Tournant   |
| 7          | Grégory Baugé     |
| 8          | Ryan Bayley       |

| Classement | Nom                                                                        | Temps          |
| ---------- | -------------------------------------------------------------------------- | -------------- |
| Or         | Grande-Bretagne Edward Clancy Paul Manning Geraint Thomas Bradley Wiggins  | 3 min 53 s 414 |
| Argent     | Danemark Michael Mørkøv Casper Jørgensen Jens-Erik Madsen Alex Rasmussen   | 4 min 00 s 040 |
| Bronze     | Nouvelle-Zélande Sam Bewley Hayden Roulston Marc Ryan Jesse Sergent        | 3 min 57 s 776 |
| 4          | Australie Jack Bobridge Graeme Brown Mark Jamieson Luke Roberts            | 3 min 59 s 006 |
| 5          | Pays-Bas Levi Heimans Jens Mouris Robert Slippens Wim Stroetinga           | Rattrapé       |
| 6          | Russie Ievgueni Kovalev Alexei Markov Alexander Petrovskiy Alexander Serov | Rattrapé       |
| 7          | Espagne Sergi Escobar Asier Maeztu David Muntaner Antonio Miguel Parra     | Rattrapé       |

| Classement | Noms                                      | Points            |
| ---------- | ----------------------------------------- | ----------------- |
| Or         | Argentine Juan Curuchet Walter Pérez      | 8 pts             |
| Argent     | Espagne Joan Llaneras Antonio Tauler      | 7 pts             |
| Bronze     | Russie Mikhail Ignatiev Alexei Markov     | 6 pts             |
| 4          | Belgique Iljo Keisse Kenny De Ketele      | 17 pts (à 1 tour) |
| 5          | Allemagne Roger Kluge Olaf Pollack        | 15 pts (à 1 tour) |
| 6          | Danemark Michael Mørkøv Alex Rasmussen    | 14 pts (à 1 tour) |
| 7          | France Matthieu Ladagnous Jérôme Neuville | 12 pts (à 1 tour) |
| 8          | Pays-Bas Jens Mouris Peter Schep          | 6 pts (à 1 tour)  |

## Tableau des médailles
| Rang | Pays             | Médaille d'or | Médaille d'argent | Médaille de bronze | Total |
| 1    | Grande-Bretagne  | 7             | 3                 | 2                  | 12    |
| 2    | Pays-Bas         | 1             | 0                 | 0                  | 1     |
| -    | Espagne          | 1             | 1                 | 0                  | 2     |
| -    | Argentine        | 1             | 0                 | 0                  | 1     |
| 5    | France           | 0             | 1                 | 1                  | 2     |
| -    | Allemagne        | 0             | 1                 | 1                  | 2     |
| -    | Nouvelle-Zélande | 0             | 1                 | 1                  | 2     |
| 8    | Danemark         | 0             | 1                 | 0                  | 1     |
| -    | Cuba             | 0             | 1                 | 0                  | 1     |
| -    | Australie        | 0             | 1                 | 0                  | 1     |
| 11   | Japon            | 0             | 0                 | 1                  | 1     |
| -    | Ukraine          | 0             | 0                 | 1                  | 1     |
| -    | Estonie          | 0             | 0                 | 1                  | 1     |
| -    | Russie           | 0             | 0                 | 1                  | 1     |
| -    | Chine            | 0             | 0                 | 1                  | 1     |